# Джонстон, Дональд
Дональд Хендрик «Дон» Джонстон (англ. Donald Hendrik "Don" Johnston; 30 сентября 1899, Олбани — 4 августа 1984, Арлингтон, Виргиния) — американский гребец, чемпион летних Олимпийских игр 1920 года в Антверпене в зачёте восьмёрок, победитель и призёр многих студенческих регат по академической гребле. Офицер Военно-воздушных сил США.

## Биография
Дональд Джонстон родился 30 сентября 1899 года в городе Олбани, штат Нью-Йорк.
Занимался академической греблей во время учёбы в Военно-морской академии США, состоял в местной гребной команде, неоднократно принимал участие в различных студенческих регатах. В частности, уже через год занятий начал показывать высокие результаты и стал одним из сильнейших гребцов в восьмёрке.
Наивысшего успеха в гребле на международном уровне добился в сезоне 1920 года, когда, ещё будучи курсантом академии, вошёл в основной состав американской национальной сборной и благодаря череде удачных выступлений удостоился права защищать честь страны на летних Олимпийских играх в Антверпене. В распашных восьмёрках с рулевым благополучно преодолел четвертьфинальную и полуфинальную стадии соревнований, выиграв у команд из Бельгии и Франции соответственно. В решающем финальном заезде почти на секунду опередил гребцов из Великобритании и тем самым завоевал золотую олимпийскую медаль.
Окончив академию в 1922 году, Джонстон поступил на службу в Воздушный корпус Армии США и сделал достаточно успешную карьеру военного офицера. Уволился из вооружённых сил в 1952 году в звании капитана.
Умер 4 августа 1984 года в округе Арлингтон, штат Виргиния, в возрасте 84 лет.